# Willoughby (Ohio)
Willoughby – miasto w Stanach Zjednoczonych, w stanie Ohio.
Liczba mieszkańców w 2000 roku wynosiła 22 621.